# Movik
Movik est une localité du comté de Troms, en Norvège.

## Géographie
Administrativement, Movik fait partie de la kommune de Tromsø.